# Îles des Rescapés
Die Îles des Rescapés (aus dem Französischen sinngemäß übersetzt Inseln der Überlebenden, auch bekannt als Rescapé Islands)  sind eine kleine Gruppe von Felseninseln vor der Küste des ostantarktischen Adélielands. Sie liegen 800 m nordwestlich des Kap Margerie.
Teilnehmer einer französischen Antarktisexpedition (1949–1951) unter der Leitung von André-Franck Liotard (1905–1982) nahmen Vermessungen der Inselgruppe vor. Benannt sind sie nach einem Vorfall im nahegelegenen Port Martin, als ein Beiboot bei der Ausschiffung durch starken Wind abgetrieben wurde.